# Aéroport d'Udhailiya
L'aéroport d'Udhailiya est un petit aéroport, situé dans le village d'Udhailiya, à 150 km au sud de Dammam, dans la province orientale de l'Arabie saoudite, à l'est de la zone résidentielle.

## Historique
Saudi Aramco, la compagnie pétrolière nationale saoudienne est propriétaire de l'aérodrome, qu'elle utilise pour la logistique de l'entreprise. 
La création de l'aéroport proche de Al-Hofuf, Al-Ahsa Domestic Airport, a rendu l'aéroport local de Udhayliyah obsolète, à l'exception de vols spéciaux pour les dirigeants de l'entreprise.

## Installations
L'aéroport dispose d'une piste de 2 185 mètres de long et 30 mètres de large. 
Deux parkings sont disponibles pour les avions de taille moyenne.
Le parking clientèle est situé juste à l'extérieur du terminal.